# Гоняєв Михайло Костянтинович
Михайло Костянтинович Гоняєв (16 вересня 1849 , Сімферополь - 17 квітня 1891, Херсон) - російський шаховий і шашковий літератор та історик.

## Біографія
Народився у Сімферополі у дворянській родині таврійського губернського архітектора Костянтина Івановича Гоняєва та його дружини Олександри Іванівни. Закінчив Петербурзький університет. Адвокат. Автор першої роботи з історії шахів, опублікованої у додатку до перекладеного ним же з німецької мови підручника шахової гри А. Гебелера (1875). У його роботі наведено відомості про розвиток шахової гри в Росії в XVI — XVII століттях, про шахову творчість «найкращих російських маестро» середини XIX століття — А. Петрові та його сучасниках. Наприкінці 1870-х і в 1880-х роках співпрацював у журналах «Шаховий листок» та «Шаховий вісник», де опублікував бібліографічні матеріали про шахи у Росії, помістив критичний огляд 2-томної праці А.ван дер Лінде «Історія та література шахової гри», дослідження про шатранджу, проблеми шахової термінології та іншого. Помер у психіатричній лікарні у неповних 42 роки  .
Михайло Костянтинович був людиною всебічно обдарованою: юрист (адвокат, приватний повірений), журналіст та літератор; шахіст, історик і теоретик гри в шахи та шашки, музикант; досконало володів німецькою, англійською та французькою мовами, які вивчив самостійно. У 1867 році після закінчення Херсонської гімназії юнак вступає на природничий факультет Новоросійського університету в Одесі (як показав час, вибір майбутньої професії був помилковим), починає співробітничати в газеті „Одесский вестник”. Через рік Михайло переїздить до Петербурга, де продовжує навчання на природничому факультеті столичного університету, одночасно підпрацьовує репортером у ліберальній газеті „Санкт-Петербузькі відомості”, спеціалізуючись на земських питаннях. У 1869 році 20-річний студент одружується. А 4 січня 1870 року у молодого подружжя народився син Олександр, який присвятив своє життя педагогічній діяльності. Після третього курсу Гоняєв полишає університет і в червні 1870 року знову опиняється в Одесі. Тут йому обіцяли посаду головного співробітника „Одесского вестника” з перспективою стати редактором і видавцем цього часопису. Проте так не сталося. Несподівано помер редактор „Одеського вестника” М.П.Сокальський, який умовив Гоняєва повернутися, і видання перейшло до іншого власника. Отоді, залишившись без роботи, Михайло Констянтинович і прийняв пропозицію одного з кращих одеських адвокатів М.П.Комаровського спробувати себе на ниві юриспруденції. Після року стажування разом із своїм наставником він потрапляє в Єлисавенград. У нашому місті Гоняєв, займаючи посаду приватного присяжного повіреного при Єлисаветградському окружному суді, зарекомендував себе як талановитий адвокат і правознавець. Він брався за складні справи і завжди вигравав їх. У 1881 році Гоняєв видав у Єлисавенграді грунтовну працю (понад 400 сторінок).

Примітки
1. ↑  Мамонтов А., Рудницкий Г. Михаил Гоняев — выдающийся деятель шашек [Архівовано 14 лютого 2010 у Wayback Machine.] // «Крымская правда» (24.01—29.08.1991).